# Војни трибун с конзулском влашћу
Војни трибуни с конзулском влашћу (лат. Tribuni militum consulari potestate) били су ванредни магистрати с конзулском влашћу који су се бирали у доба ране Римске републике, и то спорадично од 444. п. н. е., а затим редовно сваке године од 408. до 394. п. н. е., и поново од 391. до 367. п. н. е.
Сматрало се да је увођење положаја војних трибуна с конзулском влашћу 444. године п. н. е. било повезано са борбом патриција и плебејаца. Према аналистима, та је иновација била резултат политичког компромиса између народних трибуна, који су захтевали да се плебејцима омогући да буду бирани за конзуле и сенаторе, који је покушавао да одржи монопол патриција над положајем конзула. Од 444. године п. н. е. народ је требало да сваке године одлучи да ли ће изабрати два патрицијска конзула или војне трибуне с конзулском влашћу, који су могли бити патрицији или плебејци. Списак магистрата за период од 444. до 367. године п. н. е. показује да су се војни трибуни и конзули смењивали. Конзули су чешће бирани до 426. године п. н. е., а касније ретко. У почетку је било три војна трибуна, али се 426. п. н. е. број попео на четири, а 406. године п. н. е. на шест. Војни трибунат је укинут и замењен конзулатом 367. године п. н. е., када је, према аналистичкој традицији, плебејцима по Закону Лицинија и Секстија (лат. Lex Licinia Sextia) дозвољено да се кандидују за конзуле.
Тит Ливије указује на то да је према неким изворима дужност војних трибуна уведена зато што је Рим био суочен са три рата истовремено. Пошто се данас сматра да плебејцима никада није било забрањено да буду бирани за конзуле, неки испитивачи мисле да су разлог за увођење војног трибуната биле све веће војне и административне потребе римске државе; ово гледиште потврђују и други подаци. Почев од 447. године п. н. е. бирана су два квестора, који су служили као финансијски помоћници конзула, а њихов се број 421. године п. н. е. попео на четири. Од 443. године п. н. е. сваких пет година бирана су два цензора, који су на дужности остајали 18 месеци. Они су састављали званичне спискове римских грађана, процењивали вредност њихове имовине и уписивали их у одговарајуће трибе и центурије у оквиру трибутске и центуријске скупштине. Повећање броја војних трибуна поклопило се са прва два велика рата које је Рим водио: са ратом против Фидене и ратом против Веја. Затим је 366. године п. н. е. шест војних трибуна са неиздиференцираним овлашћењима било замењено са пет магистрата који су имали дефинисане дужности: два конзула за вођење рата, градски претор, који је решавао спорове између грађана, и два курулна едила са различитим дужностима у граду. Од 362. године п. н. е. Римљани су сваке године бирали шест војних трибуна, који су били потчињени конзулима.